# Marián Masný
Marián Masný, född 13 augusti 1950 i Rybany, är en slovakisk före detta fotbollsspelare. Han spelade större delen av sin karriär för Slovan Bratislava där han vann den Tjeckoslovakiska ligan två gånger. För Tjeckoslovakiens landslag gjorde han 75 landskamper och 18 mål.
Masný var med i det Tjeckoslovakiska lag som vann EM 1976 och som kom trea i EM 1980. Han deltog även i VM 1982.

## Meriter
Slovan Bratislava
- Tjeckoslovakiska ligan: 1974, 1975
- Tjeckoslovakiska cupen: 1974, 1982

Tjeckoslovakien
- Europamästerskapet
  - Guld: 1976
  - Brons: 1980